# Monofilo
Il Monofilo è una fibra tenace sintetica, tipicamente ottenuta mediante il processo di estrusione di polimeri termoplastici come Polipropilene (PP), Polietilene (PE), Polietilene tereftalato (PET) o Poliammide (PA). La sua diffusione a livello internazionale incominciò negli anni '60 quando la Corima-Covema dei fratelli Terragni, progettò il primo processo al mondo per la produzione di monofilo.

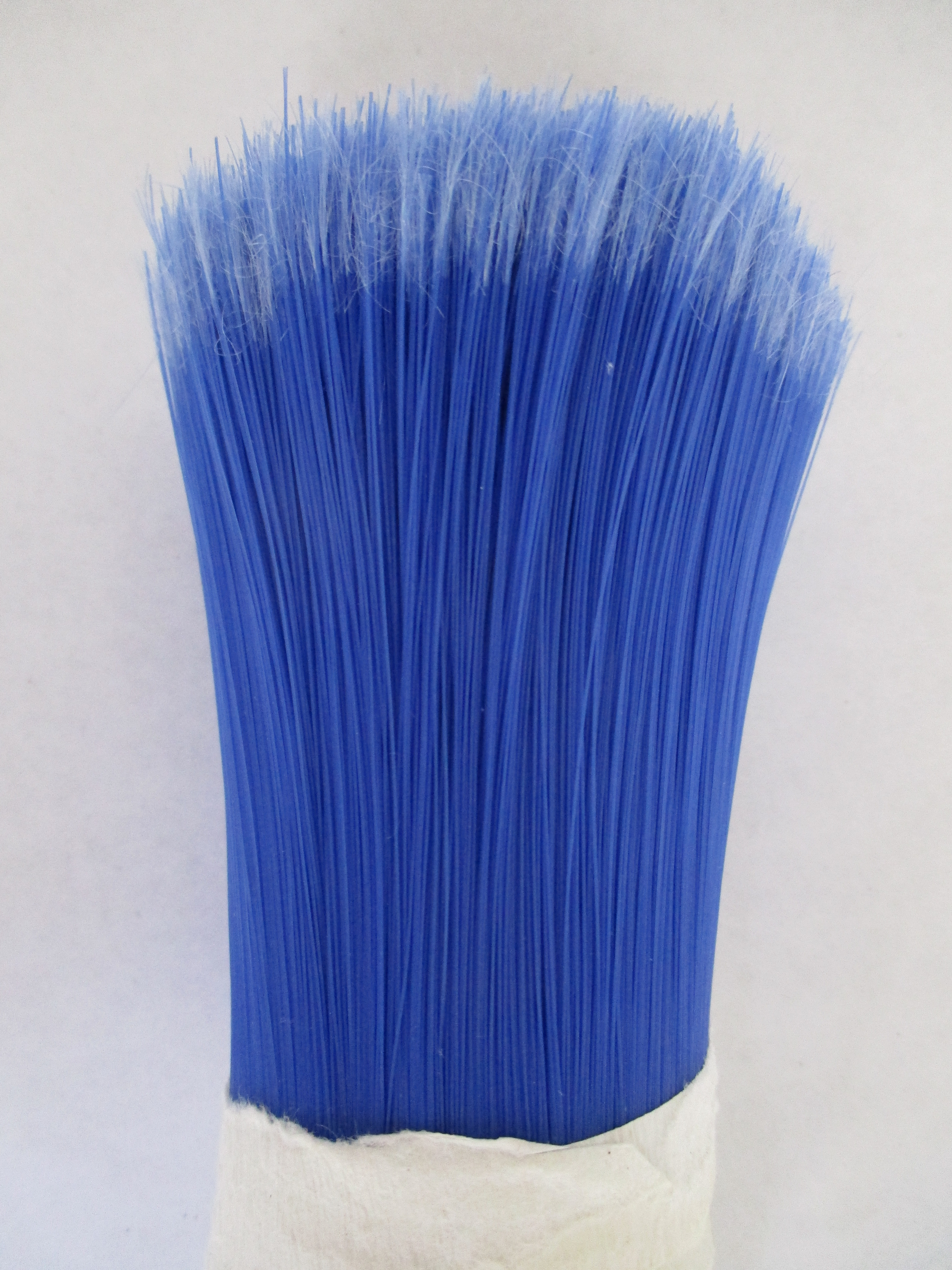
Monofilo in PP

## Storia
Con la diffusione nel mercato degli anni '50 di polimeri termoplastici particolarmente facili da lavorare come il Polipropilene, scoperto dal professore Giulio Natta, e la crescente espansione della tecnologia di estrusione nel distretto italiano tra Milano e Varese, nel 1960 la società Corima, fondata da Dino Terragni e Marco Terragni, sviluppò il primo impianto al mondo per la produzione del monofilo.  La tecnologia brevettata dalla società, simile a quella per la produzione della rafia, in origine impiegava un particolare estrusore appena sviluppato dalla Luigi Bandera di Busto Arsizio.
La diffusione di questa fibra incominciò negli anni '60 e continuò in seguito grazie alle esportazioni della tecnologia della Corima, in particolare i modelli TR 40 e TR 60, trovando negli anni molteplici e differenti applicazioni. Negli USA i macchinari per la produzione di monofilo venivano venduti sotto l'importante società "Batson Yarn and Fabrics Machinery Group Inc." già attiva nella vendita degli impianti tedeschi, che aveva ricevuto negli anni '70 l'esclusiva dalla Corima-Covema.
In Italia, la prima società che utilizzò i macchinari della Covema per la produzione di Monofilo fu la LARS (Laboratorio Applicazione Resine Sintetiche), storica società di Parma con a capo Enrico Fava, che avviò l'attività nel 1959. La produzione inizialmente esclusivamente  PVC si estese anche a PP, PE, PA e PET.

## Applicazioni
Viene tipicamente utilizzata per i fili delle scope o reti, in campo edilizio (macrofibre per il rinforzo del cemento), tessile e medicale (come Filo da sutura).

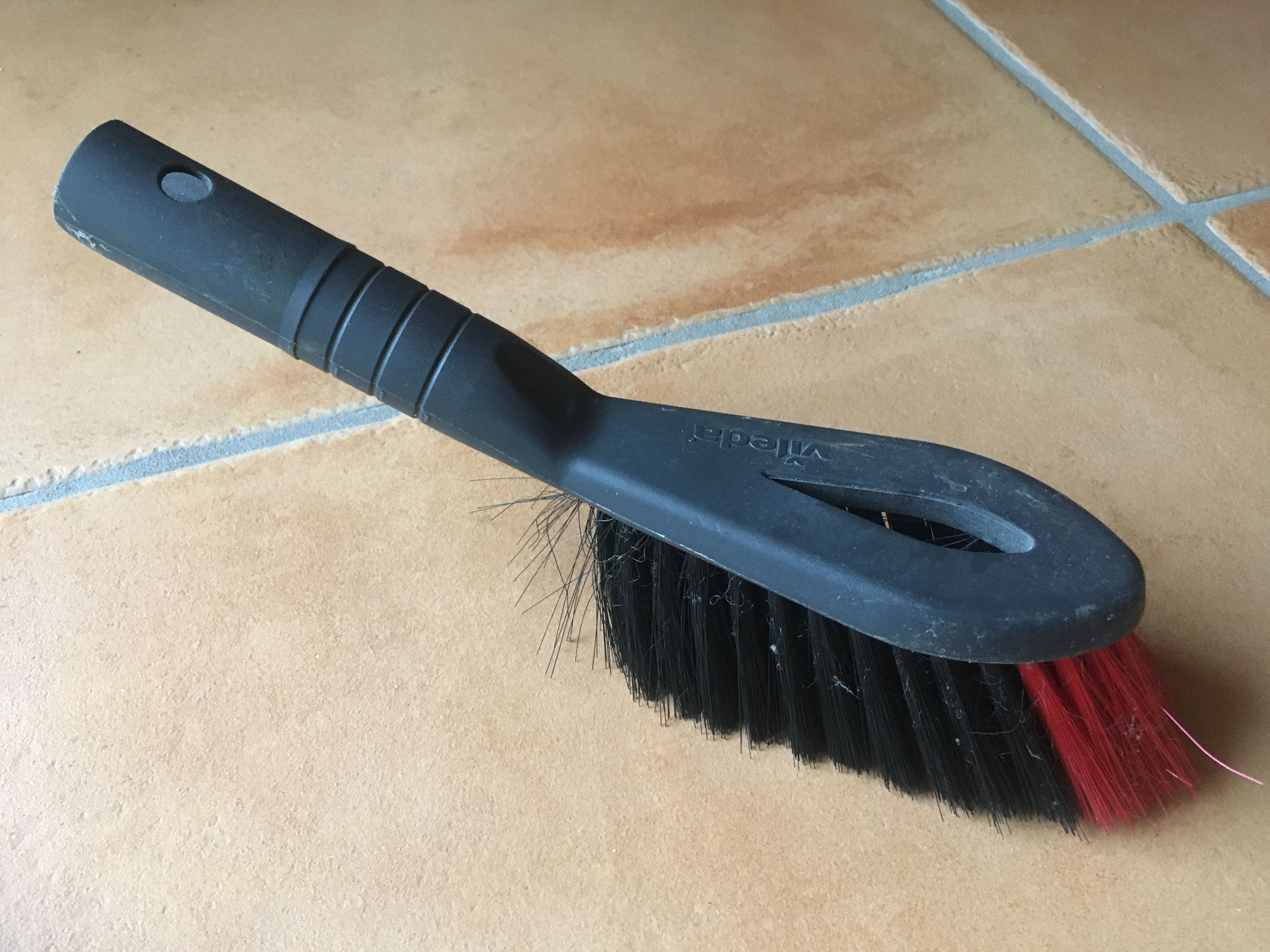
Scopa della Vileda fatta con il monofilo

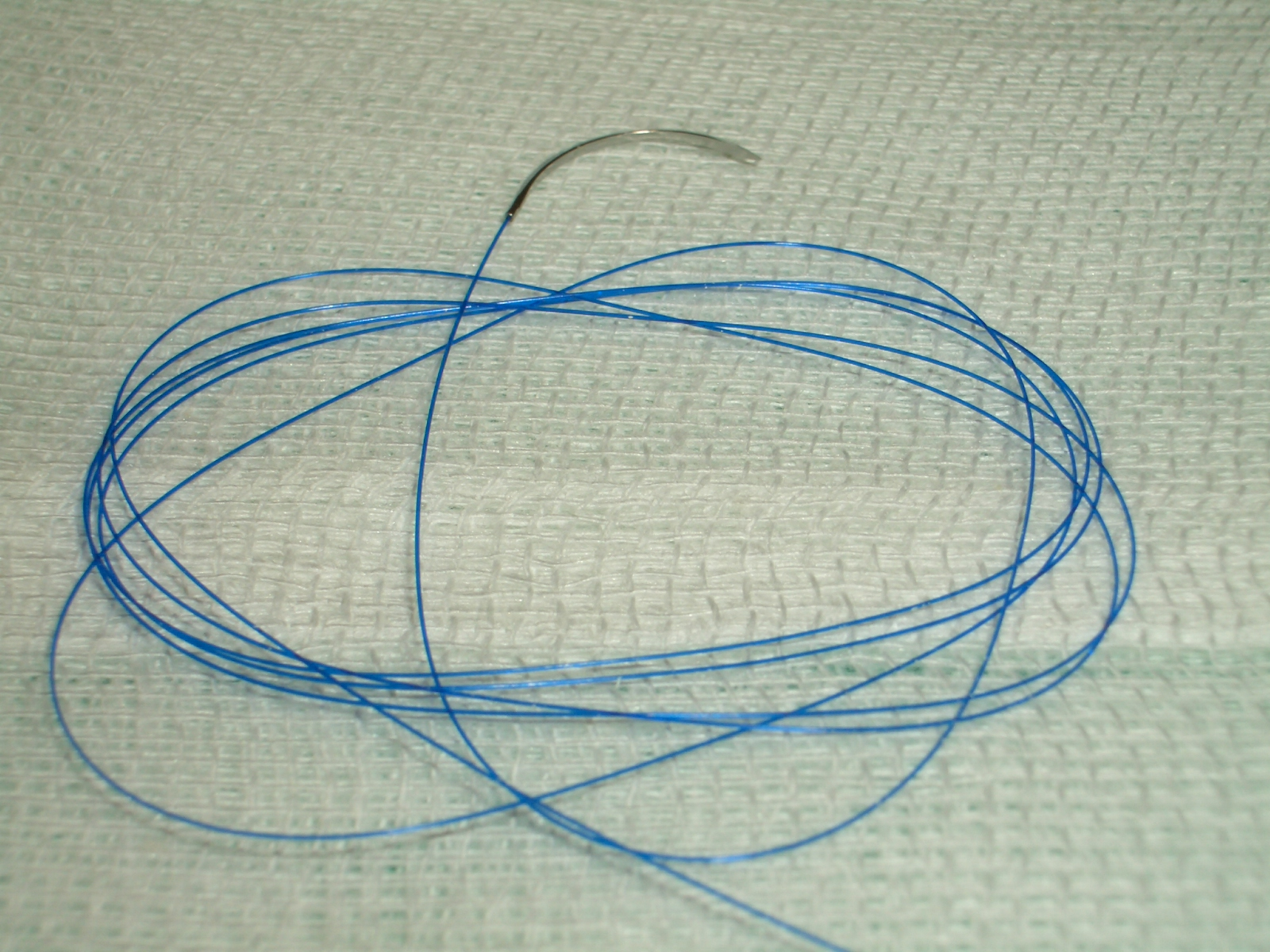
Filo da sutura